# Архангельське (Красночикойський район)
Арха́нгельське (рос. Архангельское) — село у складі Красночикойського району Забайкальського краю, Росія. Адміністративний центр Архангельського сільського поселення.

## Населення
Населення — 602 особи (2010; 683 у 2002).
Національний склад (станом на 2002 рік):
- росіяни — 100 %